# 学习对象
学习对象是“基于单一学习目标组合的内容项、练习项和评估项的集合”。这一术语归功于 韦恩·霍金斯（Wayne Hodgins），起源于1994年一个名为“学习对象” 的工作小组。‘学习对象’这一概念还被称为其他多个术语，包括：内容对象、学习块、教育对象、信息对象、智能对象、知识单元、知识对象、学习组件、媒体对象、可重用的课程组件、信息块、可重用的信息对象、可重用的学习对象、可测试的可重用认知单元、培训组件和学习单元。
使用学习对象的核心思想包括以下几个特点：可发现性、可重用性和互操作性。为了支持可发现性，学习对象通过学习对象元数据进行描述，这些元数据被规范化为IEEE 1484.12学习对象元数据标准。为了支持可重用性，IMS联盟提出了一系列规范，如IMS内容包。为了支持互操作性，美国军事的高级分布式学习组织创建了可共享内容对象参考模型（SCORM）。学习对象的设计目的是为了降低学习成本、规范学习内容，并使学习管理系统能够使用和重用学习内容。

## 定义
电气和电子工程师协会（IEEE）将学习对象定义为“任何可以用于学习、教育或培训的实体，无论是数字化的还是非数字化的”。
Chiappe 将学习对象定义为：“一个数字化的、自包含且可重用的实体，具有明确的教育目的，至少包含三个内部可编辑的组成部分：内容、学习活动和上下文元素。学习对象必须具有外部信息结构，以便于其识别、存储和检索：即元数据。”
以下定义侧重于学习对象与数字媒体之间的关系。英国跨大学学习对象中心 RLO-CETL 将“可重用学习对象”定义为“基于网络的互动学习块，用于解释一个独立的学习目标”。丹尼尔·雷哈克（Daniel Rehak ）和罗宾·梅森（Robin Mason ）将其定义为“一个数字化实体，可以在技术支持的学习中被使用、重用或引用”。
根据威斯康星在线资源中心的定义，Robert J. Beck 提出学习对象具有以下关键特征：
- 学习对象是一种全新的思考学习内容的方式。传统上，内容通常是几小时的学习块。学习对象则是更小的学习单元，通常从 2 分钟到 15 分钟不等。
- 自包含——每个学习对象都可以独立使用。
- 可重用——一个学习对象可以在多个情境中为多个目的使用。
- 可聚合——学习对象可以组合成更大的内容集合，包括传统的课程结构。
- 被标签化为元数据——每个学习对象都有描述性信息，便于通过搜索轻松找到。[11]

## 组成部分
以下是可能包含在学习对象及其元数据中的一些信息类型：
- 一般课程描述数据，包括：课程标识符、内容语言（英语、西班牙语等）、学科领域（数学、阅读等）、描述性文本、描述性关键词
- 生命周期，包括：版本、状态
- 教学内容，包括：文本、网页、图片、声音、视频
- 术语表，包括：术语、定义、缩写
- 测验和评估，包括：问题、答案
- 版权，包括：费用、版权、使用限制
- 与其他课程的关系，包括：先修课程
- 教育水平，包括：年级水平、年龄范围、典型学习时间和难度。[IEEE 1484.12.1:2002]
- 按 Churchill (2007) 定义的类型学：展示、练习、模拟、概念模型、信息和上下文表示[12]

## 元数据
使用学习对象时的一个关键问题是它们在搜索引擎或内容管理系统中的识别。这通常通过分配描述性的学习对象元数据来促进。就像图书馆中的书籍在卡片目录中有记录一样，学习对象也必须用元数据标记。通常与学习对象相关的最重要元数据包括：
- 目标：学习对象所教授的教育目标
- 先决条件：学习者在查看学习对象之前必须掌握的技能列表（通常以目标的形式表示）
- 主题：学习对象所教授的主题，通常通过分类法表示
- 互动性：学习对象的互动模型（英语）
- 技术要求：查看学习对象所需的系统要求

## 可变性
根据Michael S. Shaw，MSc（2003）的定义，突变学习对象是指那些已经“重新定向和/或重新设计、改变或以某种方式与最初设计的用途不同的学习对象”。换句话说，最初为特定领域设计的教育内容或学习材料，可能会有意或无意地被重新利用、应用或以某种重要的方式与学习者或情境相关，即使它来自完全不同的领域。这种解释符合这样的观点：学习对象的固有属性保持不变，但其应用变得有益且可以跨多个领域适应。Shaw的推测性解释表明，学习者的认知灵活性和学习资源的创造性再利用得到了内在的激发。Shaw还提出了“情境学习对象”这一术语，用来描述具有高度特定性的学习对象，它“被设计为对特定学习者具有特定的意义和目的”。如果目标是实现及时学习并满足个别学习者的需求，这种学习对象可能会非常有用。

## 可移植性
在任何机构投入大量时间和精力构建高质量的电子学习内容（每小时课堂学习成本可能超过$10,000）之前，需要考虑如何将这些内容轻松地加载到学习管理系统中。例如，可以将学习对象打包为符合SCORM规范的格式，然后加载到Moodle学习管理系统或Desire2Learn学习环境中。
如果课程的所有属性都能以通用格式精确定义，那么内容可以序列化为标准格式（如XML），并加载到其他系统中。当考虑到某些电子学习课程需要包含视频、使用MathML的数学方程式、使用CML的化学方程式以及其他复杂结构时，问题变得非常复杂，尤其是当系统需要理解并验证每个结构，并将其正确地放入数据库时【需要引用】。

## 批评
2001年，David Wiley在他的论文《可重用性悖论》中批评了学习对象理论，D'Arcy Norman在《Wayback Machine》上总结道 （页面存档备份，存于）：“如果一个学习对象在某一特定上下文中有用，那么根据定义，它在不同的上下文中就不可重用。如果一个学习对象在多个上下文中可重用，那么它在任何一个上下文中都不会特别有用。”在《对学习对象和电子学习标准的三点反对意见》一文中，Thompson Rivers大学的加拿大研究主席Norm Friesen指出，‘中立’一词本身就意味着一种与教学法和教学相对立的状态或立场。

## 扩展阅读
- Beck, Robert J.,  [zh：《什么是学习对象？》，《学习对象》，威斯康星大学密尔沃基分校国际教育中心], 2009  [2009-10-23], （原始内容存档于2010-07-04）.
- 学习技术标准委员会,  [zh：《学习对象元数据草案标准》。IEEE标准 1484.12.1] (PDF), New York: Institute of Electrical and Electronics Engineers zh：电气和电子工程师协会, 2002  [2008-04-29], （原始内容 (PDF)存档于2012-03-08）.
- Rehak, Daniel R.; Mason, Robin,  [丹尼尔·R·雷哈克；罗宾·梅森，《与学习对象经济的互动》], Littlejohn, Allison  (编),  [zh：《重复使用在线资源：可持续的电子学习方法》], London: Kogan Page: 22–30, 2003, ISBN 978-0-7494-3949-1.
- Shaw, Michael,  [zh：《设计、学习与（再）使用背景中的（情境化与变异的）学习对象》],  [zh：《与技术一起教学与学习》], October 2003  [2008-04-29], （原始内容存档于2020-11-27）
- Laverde, Andrés Chiappe; Cifuentes, Yasbley Segovia; Rodríguez, Helda Yadira Rincón. Boston, Springer , 编.  [zh：《迈向基于学习对象的教学设计模型》]. Educational Technology Research and Development zh：《教育技术研究与发展》 (Boston: Springer US). 2007, 55 (6): 671–81  [2023-03-10]. ISSN 1042-1629. S2CID 189948711. doi:10.1007/s11423-007-9059-0. (Print) (Online). （原始内容存档于2024-02-07）. Spanish Draf: 《安德烈斯·奇阿佩的博客 - 学习对象》 的存檔，存档日期2008-10-25..
- Northrup, Pamela,  [zh：《用于教学的学习对象：设计与评估》], USA: Information Science Publishing zh：信息科学出版公司, 2007.
- Hunt, John P.; Bernard, Robert,  ["An XML-based information architecture for learning content", IBM developerWorks], 2005  [2005-08-05], （原始内容存档于2020-11-09）.
- Churchill, Daniel,  [zh：《朝向学习对象的有用分类》], Educational Technology Research and Development zh：《教育技术研究与发展》, 2007, 55 (5): 479–497, S2CID 57223598, doi:10.1007/s11423-006-9000-y
- 伊纳亚: 《创建学习对象的音频脚本》，未出版 2013.